# Riyo Kawamoto
Riyo Kawamoto (川本 梨誉 Kawamoto Riyo?), född 11 juni 2001 i Shizuoka prefektur, är en japansk fotbollsspelare.
Kawamoto började sin karriär 2019 i Shimizu S-Pulse.